# Triclistus mandibularis
Triclistus mandibularis är en stekelart som beskrevs av Kusigemati 1985. Triclistus mandibularis ingår i släktet Triclistus och familjen brokparasitsteklar. Inga underarter finns listade i Catalogue of Life.